# Plectocomiopsis mira
Plectocomiopsis mira är en enhjärtbladig växtart som beskrevs av John Dransfield. Plectocomiopsis mira ingår i släktet Plectocomiopsis och familjen Arecaceae. Inga underarter finns listade i Catalogue of Life.